# 야하기강
야하기강(일본어: 矢作川 야하기가와[*])은 일본 나가노현 오카와이리산에서 발원해 기후현을 거쳐 아이치현의 미카와만으로 흘러드는 강이다. 일본의 일급 하천의 하나이다.

## 지리
오카와이리산에서 발원해 남쪽으로 흐른 후에 기후현으로 들어가고 기후현 에나시와 아이치현 도요타시간의 현 경계를 형성한다. 하류의 야하기후루강(일본어: 矢作古川 야하기후루가와[*])은 원래 주류였으나 에도 시대 초기에 홍수를 막기 위해 유로(물이 흐르는 길)를 변경하였다. 강은 아이치현 니시오시와 헤키난시의 경계를 형성하면서 미카와만으로 흘러 들어간다.

## 유역의 자치체
- 나가노현
  - 시모이나군 네바촌, 히라야촌
- 기후현
  - 에나시
- 아이치현
  - 도요타시, 오카자키시, 안조시, 니시오시, 헤키난시